# 荒浪源四郎
荒浪 源四郎（あらなみ げんしろう、1901年4月6日 - 1932年12月1日）は、石川県羽咋郡富来町（現在の志賀町）出身で立浪部屋に所属した元大相撲力士。本名は向 源四郎。170cm、86kg。最高位は東十両5枚目。

## 経歴
1919年1月、立浪部屋から幕下付出で初土俵を踏み、1927年10月、26歳で新十両昇進。以後1931年3月に廃業するまで十両に4場所在位。30歳を前に廃業したが、翌年夭折した。

## 成績
十両4場所12勝26敗6休

## 改名
改名歴なし